# Charing Cross
Charing Cross ist eine geschichtsträchtige Kreuzung im Zentrum der britischen Hauptstadt London. Der Name stammt vom kleinen Dorf Charing, wo König Eduard I. im Jahr 1290 ein Gedenkkreuz (engl. cross) errichten ließ. Charing Cross gilt offiziell als Mittelpunkt von London, liegt jedoch nicht im alten Stadtkern, sondern in der City of Westminster direkt südlich des Trafalgar Square. Die Straßen The Mall, Cockspur Street, Strand, Northumberland Avenue und Whitehall kreuzen sich dort (von Südwesten im Uhrzeigersinn).

## Geschichte

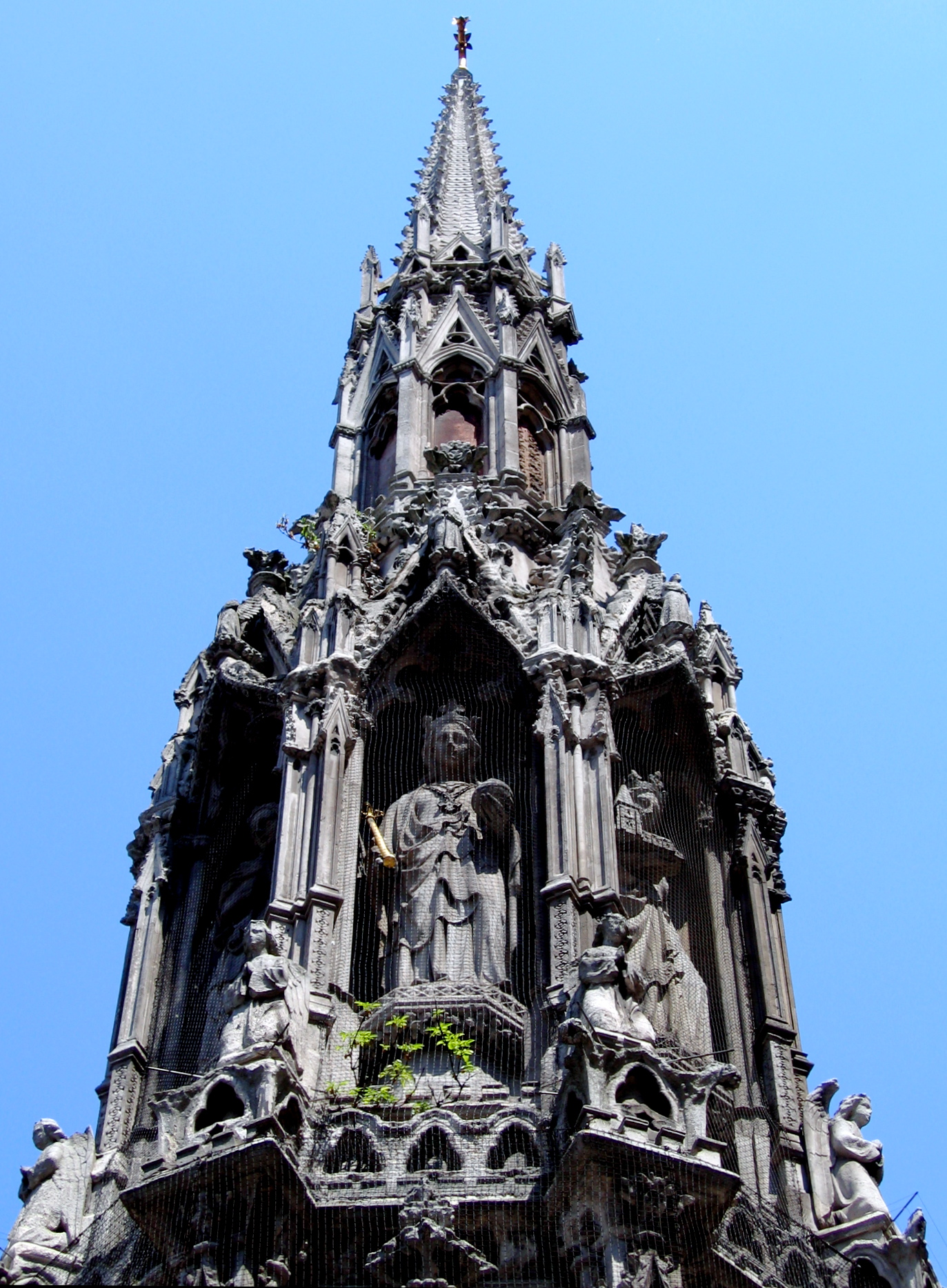
Kopie des Eleonorenkreuzes aus viktorianischer Zeit

Eduard I. ließ das Kreuz errichten, um seiner verstorbenen Ehefrau Eleonore von Kastilien zu gedenken. Charing Cross war der letzte von zwölf Orten, an dem Eleonores Sarg während der Beerdigungsprozession von Lincolnshire nach Westminster über Nacht aufbewahrt wurde, rund eine halbe Meile nördlich der letzten Ruhestätte. An jedem Ort ließ Eduard ein Eleonorenkreuz errichten, von denen drei bis heute erhalten sind. Jenes Kreuz, das vor dem Bahnhof London Charing Cross steht, ist eine im Jahr 1863 vom Architekten Edward Middleton Barry im viktorianischen Stil hergestellte Kopie, die weitaus größer und reicher verziert ist als das 1647 zerstörte Original. Der Standort des Originalkreuzes befand sich ursprünglich wenige hundert Meter entfernt beim Dorf Charing am oberen Ende von Whitehall und südlich des Trafalgar Square. Seit 1675 steht dort eine von Hubert Le Sueur geschaffene Statue von König Karl I.
Im Jahre 1554 war Charing Cross der Ort der letzten Schlacht von Wyatts Rebellion, als Thomas Wyatt Königin Maria I. von England stürzen und durch Lady Jane Grey ersetzen wollte. Weil mehrere Brücken gesperrt waren, führte die Route von Wyatts Armee von Kent kommend über St. Martin’s Lane nach Whitehall. 1000 Mann unter Sir John Gage verteidigten Charing Cross erfolgreich.
Früher nahm man an, der Name Charing stamme vom französischen chère reine („geliebte Königin“). Heute gilt als sicher, dass der Name vom altenglischen cearring (vgl. Kehre) stammt, was eine Flussbiegung bezeichnet; beim alten Dorf Charing biegt die Themse um 90° in Richtung Osten.

## Offizieller Mittelpunkt
Distanzen zu anderen Orten werden in der Regel von jener Stelle aus vermessen, an der einst das originale Eleonorenkreuz errichtet worden war. Im 19. Jahrhundert wurden verschiedene Gesetze erlassen, die Charing Cross als Mittelpunkt des Geltungsbereichs definierten. So wurde beispielsweise 1828 beschlossen, dass die neu gegründete Metropolitan Police für alle Gebiete zuständig war, die innerhalb eines Radius von zwölf Meilen um Charing Cross liegen; dieses Gebiet wurde 1839 um weitere drei Meilen ausgedehnt. Die 1845 erlassene Bauzonenordnung definierte ebenfalls einen Radius von zwölf Meilen.
Spätestens seit der Gründung von Greater London im Jahr 1965 ist die Bedeutung von Charing Cross als Bezugspunkt zurückgegangen. Aber auch heute noch bildet Charing Cross in einigen Fällen eine offizielle Referenz:
- Bei der Taxi-Lizenzprüfung müssen angehende Taxifahrer alle Straßen innerhalb eines Radius von sechs Meilen um Charing Cross auswendig lernen.
- In einer Regulierung des Office of Communications werden eine core London area und eine outer London area mit Radien von 22 km bzw. 112 km um Charing Cross definiert.[2]
- Im Amateurfunk darf der Frequenzbereich 431 MHz bis 432 MHz in einem Umkreis von 100 km um Charing Cross nicht genutzt werden.[3]

## Verkehr

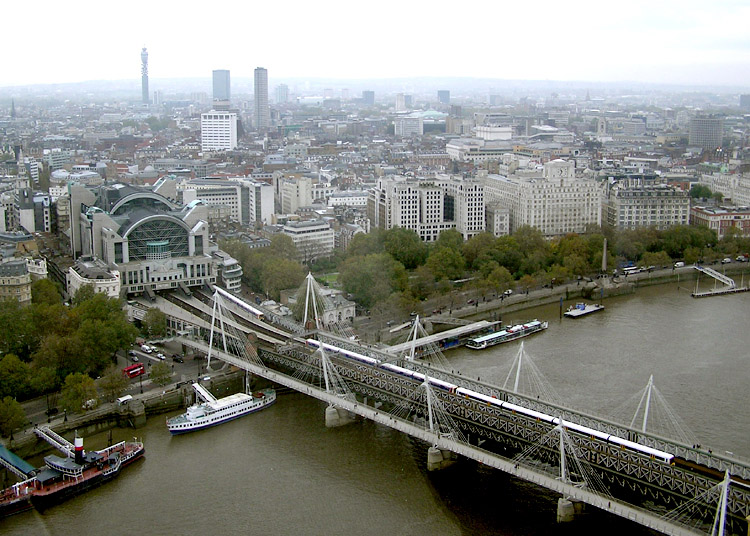
Bahnhof Charing Cross

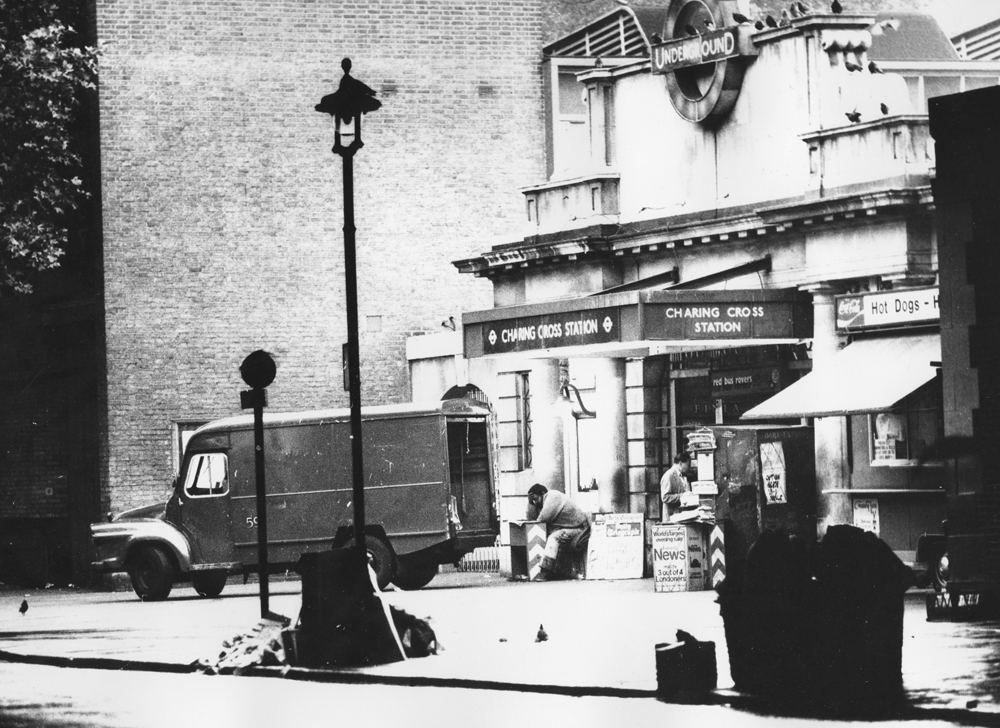
Charing Cross – U-Bahn-Eingang, 1974

Nahegelegene U-Bahn-Stationen:
- Charing Cross
- Embankment
- Leicester Square
- Westminster

Nahegelegene Bahnhöfe:
- Charing Cross
- Waterloo